# Estación de La Torre de Aliste-Pobladura
Torre de Aliste-Pobladura es un apeadero ferroviario abandonado que se halla a casi cinco kilómetros de la localidad de Las Torres de Aliste (muy cercano a la localidad de Pobladura de Aliste) del municipio español de Mahíde en la provincia de Zamora, comunidad autónoma de Castilla y León.
La estación fue proyectada para dar servicio de transporte a las poblaciones de La Torre de Aliste y a Pobladura de Aliste (ambas poblaciones a 4 km de distancia). En los años 70 las vías de apartado de la estación fueron levantadas rebajándose a apeadero y finalmente la estación fue clausurada en 1995 debido a su poco uso.

## Situación ferroviaria
El apeadero se encuentra en el punto kilométrico 69,888 de la línea férrea de ancho ibérico que une Zamora con La Coruña a 914 metros de altitud, entre las estaciones de Cabañas de Aliste y San Pedro de las Herrerías. El tramo es de vía única y está sin electrificar.

## Historia
La idea de comunicar Zamora con el norte de España surge a mediados de los años años veinte abriendo camino al puerto de Vigo. Tránsito de viajeros que emigren a las Américas. El primitivo proyecto ferroviario: Zamora - Orense hizo que fuese realizado en cuatro tramos. El primer tramo a realizar iba desde Zamora a Puebla de Sanabria y fue subastado en marzo de 1927. Los trabajos para los preparativos de su trazado comenzaron en febrero de 1927 y se terminaron en junio de 1928. Cuando se proclama la Segunda República, el 14 de abril de 1931, las obras a lo largo de la línea ferroviaria se interrumpieron debido a que Indalecio Prieto (en su cargo como ministro de Hacienda), no considera rentable el ferrocarril  Zamora - Coruña, determinando no gastar más dinero en las obras. La situación se hace inestable debido a la multitud de despidos, y se producen revueltas de los obreros que trabajan en la línea frente al Ayuntamiento de Orense (trabajadores que se denominan "carrilanos"). Es posible que la estación estuviera construida ya construida en 1931, pero sin uso. El Gobierno de la República decide finalmente, ante las insistentes revueltas sociales, que la línea ferrocarril sea costeada por las diputaciones y ayuntamientos por donde cruza. Los trabajos son iniciados con numerosas interrupciones. El conflicto armado de la Guerra Civil acaba parando las obras durante varios lustros.
Tras el periodo de posguerra se reanudan los trabajos de la línea ferroviaria haciéndose cargo el Estado de las obras. De esta forma el primer tramo se inaugura definitivamente el 24 de septiembre de 1952. Fecha en la que esta estación de las Torres se encontraba en pleno funcionamiento como apeadero. Su explotación inicial quedó a cargo de RENFE cuyo nacimiento se había producido en 1941. Se desmontan las vías de estacionamiento para pasar a ser apeaderos a finales de los años setenta. Es esa misma fecha la estación deja de tener servicio de jefe de estación, quedando deshabitada. La estación se emplea como apeadero hasta los años noventa. A comienzos del siglo XXI se abandona y comienza su deterioro. Desde el 31 de diciembre de 2004 Renfe Operadora explota la línea mientras que Adif es la titular de las instalaciones ferroviarias.
El 17 de junio de 2022 la estación fue víctima del incendio acaecido en la localidad zamorana de Villaderciervos la madrugada de ese mismo día.

## La estación
Las estaciones de Sarracín, Cabañas y San Pedro de las Herrerías forman parte de un conjunto de construcciones muy similares. La estación de la Torre se edifica con cubiertas de pizarra a varias aguas. Los paramentos de roca cuarcita típica de la sierra de la culebra. Las dependencias interiores permiten la residencia provisional de pasajeros, así como salas de estar. La estación cuenta con un jardín propio (diseñado por el famoso jardinero mayor de Madrid, Cecilio Rodríguez Cuevas). La estación posee un depósito de agua elevado. Estación contaba con dos vías de estacionamiento, una vía de paso directo y una de apartadero para el muelle del lado Puebla. 
Disponía de control de vías mediante dos agujas (cubriendo una longitud total de 651.86 m de vía). La estación se encuentra comunicada con Las Torres mediante una carretera de 4.7 km, la ZA-P-1405. Se encuentra ubicado en los aledaños un almacén o muelle para la estiba y desestiba de material de la zona, así como una vivienda de dos familias. Anexo al edificio de la estación se encuentra un pequeño edificio que albergaba los retretes y la lamparería. La situación a comienzos del siglo XXI es de abandono. 